# Міністерство армії Японії

Символ Імперської армії Японії

Міністерство армії Японії (яп. 陸軍省, りくぐんしょう, рікуґун-сьо) — центральна урядова установа в Японії, що керувала адміністративними і господарськими справами Імперської армії Японії. Існувала упродовж 1872—1945 років. Одне з міністерств Великої державної ради (з 1872) і кабінету міністрів Японії (з 1885).

## Короткі відомості
1872 року Імператорський уряд скасував Міністерство війни, перетворивши відділ армії цього міністерства на Міністерство армії Японії. В березні 1873 року він визначив організаційну структуру та правила роботи нового міністерства, які набули чинності з квітня наступного року. 
Головою Міністерства армії став міністр, якому допомагали старші й молодші заступники, а також старші й молодші писарі. За структурою 1873 року до складу Міністерства входили Секретаріат міністра, Перший секретний відділ, Другий військовий відділ, Третій артилерійський відділ, Четвертий інженерний відділ, П'ятий фінансовий відділ і Шостий відділ генерального штабу армії. В лютому 1874 року уряд  ліквідував Шостий відділ і заснував на його основі окремий Відділ генерального штабу армії, який залежав від Міністерства. В грудні 1878 року цей Відділ перетворили на самостійне відомство — Генеральний штаб армії Японії. Воно підпорялдковувалося Імператору Японії і здійснювало безпосереднє командування Імперською армією.
| Міністерство армії (Велика державна рада, 1873) |                        |                         | |
| Міністр 卿                                      | Старші заступники 大輔 | Молодші заступники 少輔 | - Секретаріат міністра (卿官房) - Перший відділ (第一局) - Другий відділ (第二局) - Третій відділ (第三局) - Четвертий відділ (第四局) - П'ятий відділ (第五局) - Шостий відділ (第六局) |
| Міністр 卿                                      | Старші писарі 大丞     | Молодші писарі 少丞     | - Секретаріат міністра (卿官房) - Перший відділ (第一局) - Другий відділ (第二局) - Третій відділ (第三局) - Четвертий відділ (第四局) - П'ятий відділ (第五局) - Шостий відділ (第六局) |

В жовтні 1879 року уряд оновив організаційну структуру та правила роботи Міністерства армії. Відтепер воно складалося із п'яти Відділів: загальних справ, кадрів, артилерії, інженерних військ і фінансів. В березні 1885 року до них був доданий Відділ транспорту.
| Міністерство армії (Велика державна рада, 1885) |                        |                         | |
| Міністр 卿                                      | Старші заступники 大輔 | Молодші заступники 少輔 | - Секретаріат міністра (卿官房) - Відділ загальних справ (総務局) - Відділ кадрів (人員局) - Відділ артилерії (砲兵局) - Відділ інженерних військ (工兵局) - Відділ фінансів (会計局) - Відділ транспорту (輜重局) |
| Міністр 卿                                      | Старші писарі 大丞     | Молодші писарі 少丞     | - Секретаріат міністра (卿官房) - Відділ загальних справ (総務局) - Відділ кадрів (人員局) - Відділ артилерії (砲兵局) - Відділ інженерних військ (工兵局) - Відділ фінансів (会計局) - Відділ транспорту (輜重局) |

В лютому 1886 року, у зв'язку із урядовою реформою та постанням Кабінету міністрів Японії, структура Міністерства була знову оновлена. Відомство очолював міністр армії. Його заступником виступав секретар міністра. Міністерство поділялося на Відділ загальних справ, Відділ кавалерії, Відділ артилерії, Відділ інженерних військ, Відділ фінансів та Медичний відділ. В листопаді 1888 року до них додали Юридичний відділ, а в березні 1890 року чотири відділи загальних справ, кавалерії, артилерії та інженерних військ об'єднали у один Військовий відділ.
| Міністерство армії (Кабінет міністрів, 1888) | |
| Міністр 大臣                                 | - Секретаріат міністра (大臣官房) - Відділ загальних справ (総務局) - Відділ кавалерії (騎兵局) - Відділ артилерії (砲兵局) - Відділ інженерних військ (工兵局) - Відділ фінансів (会計局) - Медичний відділ (医務局) - Юридичний відділ (法官部) |

В травні 1900 року уряд вкотре провів реорганізацію Міністерства, встановивши в ньому шість відділів: загальних справ, кадрів, військовий відділ, фінансів, медичний і юридичний відділи. Лише дійсні військові вище звання генерал-лейтенанта отримали право ставати радниками міністра. Цивільні особи на ключові посади не допускалися.
| Міністерство армії (Кабінет міністрів, 1900) | |
| Міністр 大臣                                 | - Секретаріат міністра (大臣官房) - Відділ загальних справ (総務局) - Відділ кадрів (人事局) - Військовий відділ (軍務局) - Відділ фінансів (経理局) - Медичний відділ (医務局) - Юридичний відділ (法官部) |

1908 року до відділів Міністерства армії додали Відділ озброєнь, 1926 року — Координаційний відділ, а 1936 року — Відділ військових справ. Перші два відділи скасували з часом — 1942 року й в квітні 1945 року відповідно. 
| Міністерство армії (Кабінет міністрів, 1942) | |
| Міністр 大臣                                 | - Секретаріат міністра (大臣官房) - Відділ загальних справ (総務局) - Відділ кадрів (人事局) - Військовий відділ (軍務局) - Відділ фінансів (経理局) - Медичний відділ (医務局) - Юридичний відділ (法官部) - Відділ озброєнь (兵器局) - Координаційний відділ (整備局) - Відділ військових справ (兵務局) |

Реформа 1913 року відкрила шлях цивільним особам до зайняття посад радників міністра, проте з 1936 року військові знову отримали монопольне право на ці посади. В результаті міністр і його оточення формувалися виключно за рахунок офіцерів Імперської армії Японії, що сприяло консолідації військових і посиленню їхнього впливу на керівництво країни. Зокрема, керівники Військового відділу Міністерства армії, що займався координацією роботи різних родів військ Імператорської армії, брали активну участь у прийнятті урядових рішень загальнодержавного і міжнародного значення.
В квітні 1945 року, напередодні поразки Японії у дДругій світовій війні, Військовий відділ Міністерства та Четвертий відділ Генерального штабу армії були об'єднані, для підготовки оборони Японії від сил союзників.
30 листопада 1945 року Міністерство армії Японії ліквідували. Виконання ліквідаційних робіт покладалося на Перше міністерство демобілізації, утворене з колишніх співробітників армійського міністерства.

## Голови

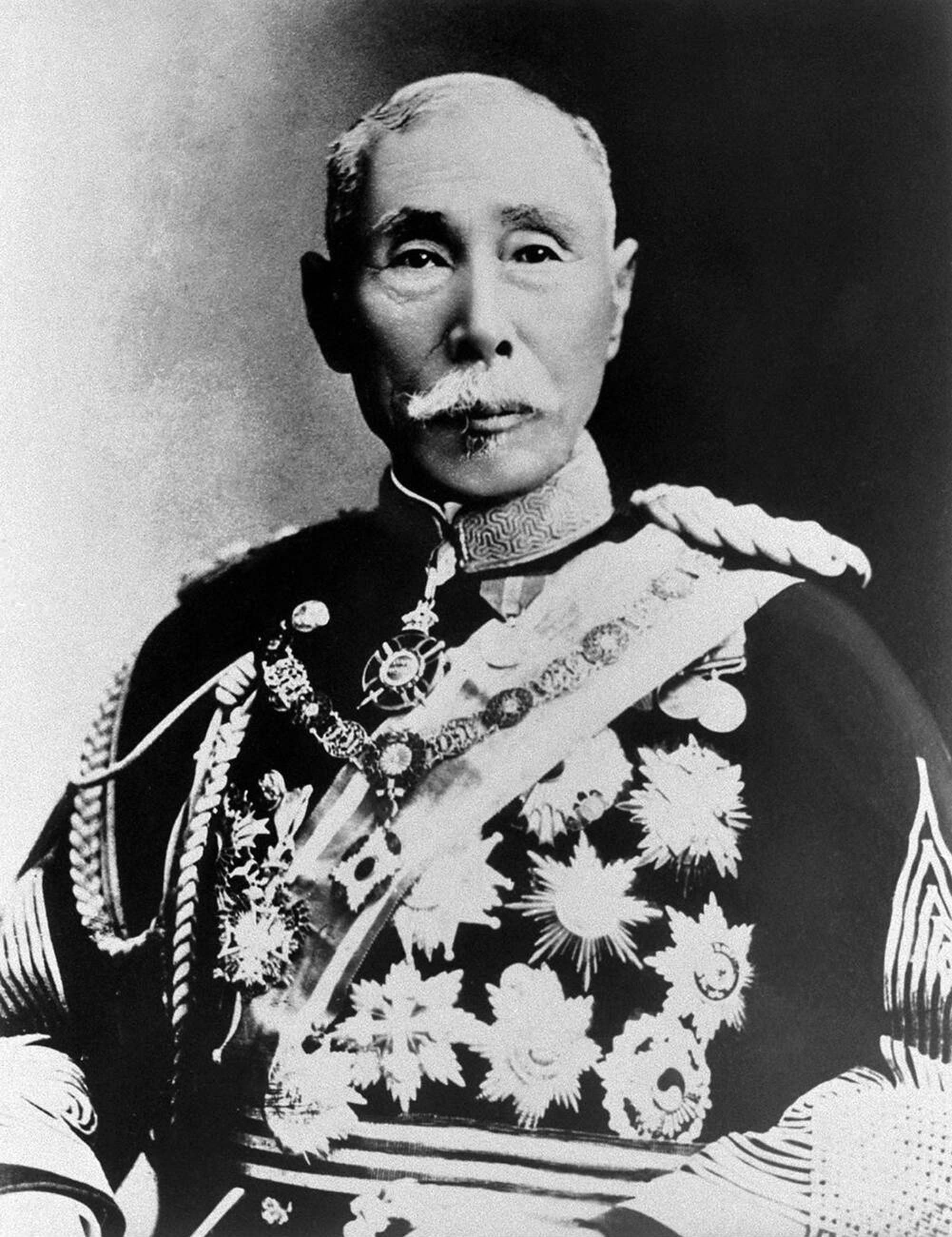
Ямаґата Арітомо, перший міністр армії при Великій державній раді Японії

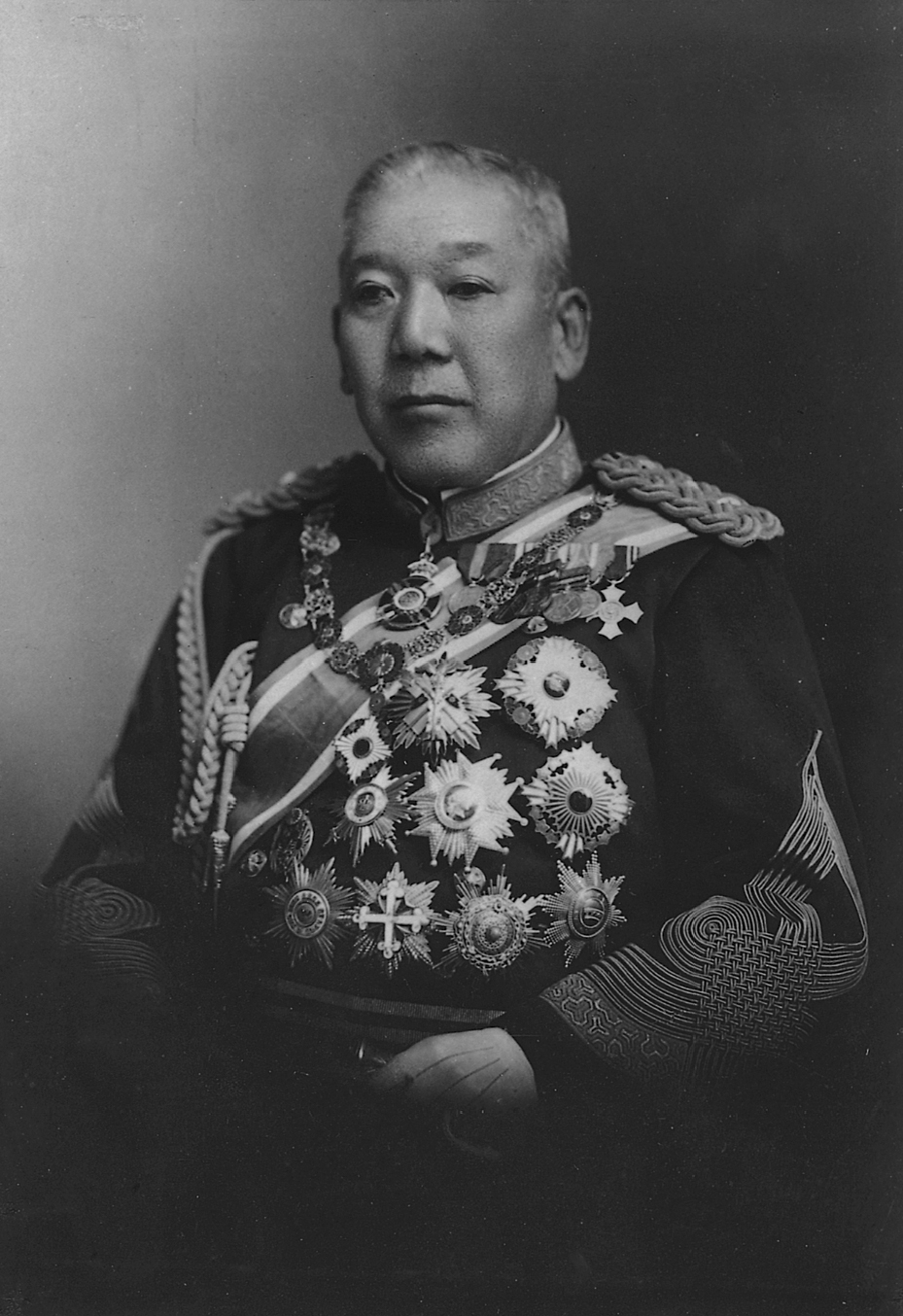
Ояма Івао, перший міністр армії при кабінеті міністрів Японії.

| Міністерство армії (Велика державна рада) |                 |                                 |                |
| №                                         | Ім'я            | Термін                          | Приналежність  |
| 1                                         | Ямаґата Арітомо | 8 червня 1873 — 8 лютого 1874   | Фракція Тьосю  |
| 2                                         | Ямаґата Арітомо | 30 червня 1874 — 24 грудня 1878 | Фракція Тьосю  |
| 3                                         | Сайґо Цуґуміті  | 24 грудня 1878 — 28 лютого 1880 | Фракція Сацума |
| 4                                         | Ояма Івао       | 28 лютого 1880 — 22 грудня 1885 | Фракція Сацума |

| Міністерство армії (Кабінет Міністрів) |                       |                          |                   |                    |
| №                                      | Ім'я                  | Кабінет                  | Вступив на посаду | Приналежність      |
| 1                                      | Ояма Івао             | Перший кабінет Іто       | 22 грудня 1885    | Фракція Сацума     |
| 1                                      | Ояма Івао             | Кабінет Куроди           | 30 квітня 1888    | Фракція Сацума     |
| 1                                      | Ояма Івао             | Перший кабінет Ямаґати   | 24 грудня 1889    | Фракція Сацума     |
| 1                                      | Ояма Івао             | Перший кабінет Мацукати  | 6 травня 1891     | Фракція Сацума     |
| 2                                      | Такасіма Томоносуке   | Перший кабінет Мацукати  | 17 травня 1891    | Фракція Сацума     |
| 3                                      | Ояма Івао             | Другий кабінет Іто       | 8 серпня 1892     | Фракція Сацума     |
| 4                                      | Сайґо Цуґуміті        | Другий кабінет Іто       | 31 серпня 1896    | Фракція Сацума     |
| 5                                      | Ояма Івао             | Другий кабінет Мацукати  | 18 вересня 1896   | Фракція Сацума     |
| 6                                      | Такасіма Томоносуке   | Другий кабінет Мацукати  | 20 вересня 1896   | Фракція Сацума     |
| 7                                      | Кацура Таро           | Третій кабінет Іто       | 12 січня 1898     | Фракція Тьосю      |
| 7                                      | Кацура Таро           | Перший кабінет Окуми     | 30 червня 1898    | Фракція Тьосю      |
| 7                                      | Кацура Таро           | Другий кабінет Ямаґати   | 8 листопада 1898  | Фракція Тьосю      |
| 7                                      | Кацура Таро           | Четвертий кабінет Іто    | 19 жовтня 1900    | Фракція Тьосю      |
| 8                                      | Кодама Ґентаро        | Четвертий кабінет Іто    | 23 грудня 1900    | Фракція Тьосю      |
| 9                                      | Терауті Масатаке      | Перший кабінет Кацури    | 27 березня 1902   | Фракція Тьосю      |
| 9                                      | Терауті Масатаке      | Перший кабінет Сай'ондзі | 7 січня 1906      | Фракція Тьосю      |
| 9                                      | Терауті Масатаке      | Другий кабінет Кацури    | 14 липня 1908     | Фракція Тьосю      |
| 10                                     | Ісімото Сінроку       | Другий кабінет Сай'ондзі | 30 серпня 1911    | Міністерство армії |
| 11                                     | Уехара Юсаку          | Другий кабінет Сай'ондзі | 2 квітня 1912     | Міністерство армії |
| 12                                     | Кіґосі Ясуцуна        | Третій кабінет Кацури    | 21 грудня 1912    | Міністерство армії |
| 12                                     | Кіґосі Ясуцуна        | Перший кабінет Ямамото   | 20 лютого 1913    | Міністерство армії |
| 13                                     | Кусуносе Юкіхіко      | Перший кабінет Ямамото   | 24 червня 1913    | Міністерство армії |
| 14                                     | Ока Ітіносуке         | Другий кабінет Окуми     | 16 квітня 1914    | Міністерство армії |
| 15                                     | Осіма Кеніті          | Другий кабінет Окуми     | 30 березня 1916   | Міністерство армії |
| 15                                     | Осіма Кеніті          | Кабінет Терауті          | 9 жовтня 1916     | Міністерство армії |
| 16                                     | Танака Ґіїті          | Кабінет Хари             | 29 вересня 1918   | Міністерство армії |
| 17                                     | Яманасі Хандзо        | Кабінет Хари             | 9 червня 1921     | Міністерство армії |
| 17                                     | Яманасі Хандзо        | Кабінет Такахасі         | 13 листопада 1921 | Міністерство армії |
| 17                                     | Яманасі Хандзо        | Кабінет Като Томосабуро  | 12 червня 1922    | Міністерство армії |
| 18                                     | Танака Ґіїті          | Другий кабінет Ямамото   | 24 серпня 1923    | Міністерство армії |
| 19                                     | Уґакі Кадзусіґе       | Другий кабінет Ямамото   | 2 вересня 1923    | Міністерство армії |
| 19                                     | Уґакі Кадзусіґе       | Кабінет Кійоура          | 7 січня 1924      | Міністерство армії |
| 19                                     | Уґакі Кадзусіґе       | Кабінет Като Такаакі     | 11 червня 1924    | Міністерство армії |
| 19                                     | Уґакі Кадзусіґе       | Перший кабінет Вакацукі  | 30 січня 1926     | Міністерство армії |
| 20                                     | Сіракава Йосінорі     | Кабінет Танаки Ґіїті     | 20 квітня 1927    | Міністерство армії |
| 21                                     | Уґакі Кадзусіґе       | Кабінет Хамаґуті         | 2 липня 1929      | Міністерство армії |
| 22                                     | Мінамі Дзіро          | Другий кабінет Вакацукі  | 14 квітня 1931    | Міністерство армії |
| 23                                     | Аракі Садао           | Кабінет Інукаї           | 13 грудня 1931    | Міністерство армії |
| 23                                     | Аракі Садао           | Кабінет Сайто            | 26 травня 1932    | Міністерство армії |
| 24                                     | Хаясі Дзендзюро       | Кабінет Сайто            | 23 січня 1934     | Міністерство армії |
| 24                                     | Хаясі Дзендзюро       | Кабінет Окади            | 8 червня 1934     | Міністерство армії |
| 25                                     | Кавасіма Йосіюкі      | Кабінет Окади            | 5 вересня 1936    | Міністерство армії |
| 26                                     | Терауті Хісаїті       | Кабінет Хірота           | 9 березня 1936    | Міністерство армії |
| 27                                     | Накамура Котаро       | Кабінет Хаясі            | 2 лютого 1937     | Міністерство армії |
| 28                                     | Суґіяма Хадзіме       | Кабінет Хаясі            | 9 лютого 1937     | Міністерство армії |
| 28                                     | Суґіяма Хадзіме       | Перший кабінет Коное     | 4 червня 1937     | Міністерство армії |
| 29                                     | Ітаґакі Сейсіро       | Перший кабінет Коное     | 3 червня 1938     | Міністерство армії |
| 29                                     | Ітаґакі Сейсіро       | Кабінет Хіранума         | 5 січня 1939      | Міністерство армії |
| 30                                     | Хата Сюнроку          | Кабінет Абе              | 30 серпня 1939    | Міністерство армії |
| 30                                     | Хата Сюнроку          | Кабінет Йоная            | 16 січня 1940     | Міністерство армії |
| 31                                     | Тодзьо Хідекі         | Другий кабінет Коное     | 22 липня 1940     | Міністерство армії |
| 31                                     | Тодзьо Хідекі         | Третій кабінет Коное     | 18 липня 1941     | Міністерство армії |
| 31                                     | Тодзьо Хідекі         | Кабінет Тодзьо           | 18 жовтня 1941    | Міністерство армії |
| 32                                     | Суґіяма Хадзіме       | Кабінет Коїсо            | 22 липня 1944     | Міністерство армії |
| 33                                     | Анамі Коретіка        | Кабінет Судзукі Кантаро  | 7 квітня 1945     | Міністерство армії |
| 34                                     | Хіґасінокуні Нарухіко | Кабінет Хіґасінокуні     | 17 серпня 1945    | Міністерство армії |
| 35                                     | Сімомура Садаму       | Кабінет Хіґасінокуні     | 23 серпня 1945    | Міністерство армії |
| 35                                     | Сімомура Садаму       | Кабінет Сідехари         | 9 жовтня 1945     | Міністерство армії |